# 艾倫·勞瑞
艾倫·勞瑞（英語：Allen Lowrie，1948年10月10日—2021年8月30日）是一位西澳大利亞植物學家。他現今住在敦克雷格，柏斯郊區，已婚並有2個女兒。
勞瑞，起初是一位商人兼發明家。在六十歲不久前時，開始與西澳大利亞的食肉植物植物群有聯繫，並以業餘玩家的身份處理食肉植物。時光流逝，他的嗜好轉向以此為業，而且勞瑞發現並描述了許多新種（尤其是在茅膏菜屬、腺毛草屬以及狸藻屬），部分則是和奈維爾·瑪琴特博士（Dr. Neville Marchant）共同完成。1986年到1998年期間他出版了《澳洲食肉植物》（"Carnivorous Plants Of Australia"）三大冊，第四冊目前正在製作中。他的第二焦點成果是花柱草屬。

## 著作
- Carnivorous Plants of Australia. Band 1, University of Western Australia Press, 1988. ISBN 085564253X
- Carnivorous Plants of Australia. Band 2, University of Western Australia Press, 1990. ISBN 0855642998
- Carnivorous Plants of Australia. Band 3, University of Western Australia Press, 1999. ISBN 1875560599